# Kowaliczki
Kowaliczki (Neosittidae) – monotypowa rodzina małych ptaków z podrzędu śpiewających (Oscines) w obrębie rzędu wróblowych (Passeriformes).

## Zasięg występowania
Rodzina obejmuje gatunki występujące w Australii i na Nowej Gwinei.

## Charakterystyka
Wyglądem zewnętrznym przypominają przedstawicieli rodziny kowalików, w obrębie której klasyfikowane były przez wiele lat, ale obecnie wydzielane są do osobnej rodziny. Są zasadniczo osiadłe, migrując jedynie lokalnie.
Są to małe, leśne ptaki o długości 10–14 cm i masie 8–20 g (przy czym kowaliczek czarny jest nieco większy i cięższy od pozostałych) z ostro zakończonymi, zagiętymi w dół dziobami, których używają do poszukiwania i zdobywania owadów i ich larw z kory drzew. Skrzydła długie i szerokie. Nogi mają krótkie, z długimi palcami, jednak nie wykazują przystosowania do wspinania się po pniach. Mają krótki ogon. Dziób kształtu sztyletu u kowaliczka czarnego, a nieznacznie zagięty w górę u kowaliczka zmiennego. Upierzenie kowaliczka czarnego jest w większości czarne, z czerwonymi policzkami; u kowaliczka zmiennego ubarwienie bardziej złożone z wieloma podgatunkami posiadającymi różne jego odmiany. Wszystkie kowaliczki ukazują w pewnym stopniu dymorfizm płciowy w upierzeniu.
Są generalnie kiepskimi lotnikami, co może być wyjaśnieniem dla niezasiedlenia przez te ptaki właściwych dla nich siedlisk na wyspach, jak na przykład na Tasmanii. Budują otwarte gniazda kielichowe w rozgałęzieniach drzew.

## Systematyka
Kowaliczki najbliżej spokrewnione są z maoryskami (Mohouidae).

### Etymologia
- Neops: gr. νεος neos „nowy”; ωψ ōps, ωπος ōpos „wygląd, oblicze”[16]. Typ nomenklatoryczny: Sitella chrysoptera Latham, 1801.
- Sittella (Sitella): rodzaj Sitta Linnaeus, 1758 (kowalik); łac. przyrostek zdrabniający -ella[17]. Typ nomenklatoryczny: Sitella chrysoptera Latham, 1801.
- Daphoenositta (Daphaenositta): gr. δαφοινος daphoinos „cuchnący krwią”, od δα- da „bardzo”; φοινος phoinos „krwistoczerwony, krwawy”; rodzaj Sitta Linnaeus, 1758 (kowalik)[18].
- Neositta: gr. νεος neos „nowy”; rodzaj Sitta Linnaeus, 1758 (kowalik)[19].
- Neosittella (Neositella): gr. νεος neos „nowy”; rodzaj Sittella Swainson, 1837The Key to Scientific Names ↓, Neosittella [dostęp 2023-06-07].. Typ nomenklatoryczny: Sittella striata[g] Gould, 1869.

### Podział systematyczny
Pierwotnie były klasyfikowane w dwóch osobnych rodzajach – kowaliczek czarny w rodzaju Daphoenositta, a kowaliczek zmienny i – wydzielony z tego gatunku – kowaliczek górski w rodzaju Neositta. Obecnie oba rodzaje są zwykle łączone w Daphoenositta. Do rodziny zalicza się tylko jeden rodzaj zawierający 3 żyjące i 1 wymarły gatunek:
- Daphoenositta chrysoptera (Latham, 1801) – kowaliczek zmienny
- Daphoenositta papuensis (Schlegel, 1871) – kowaliczek górski
- Daphoenositta miranda De Vis, 1897 – kowaliczek czarny
- Daphoenositta trevorworthyi Nguyen, 2016 – wymarły, mioceński gatunek znany z kości goleniowo-nastopkowej odkrytej w Australii (Riversleigh)